# Provincia de Barranca

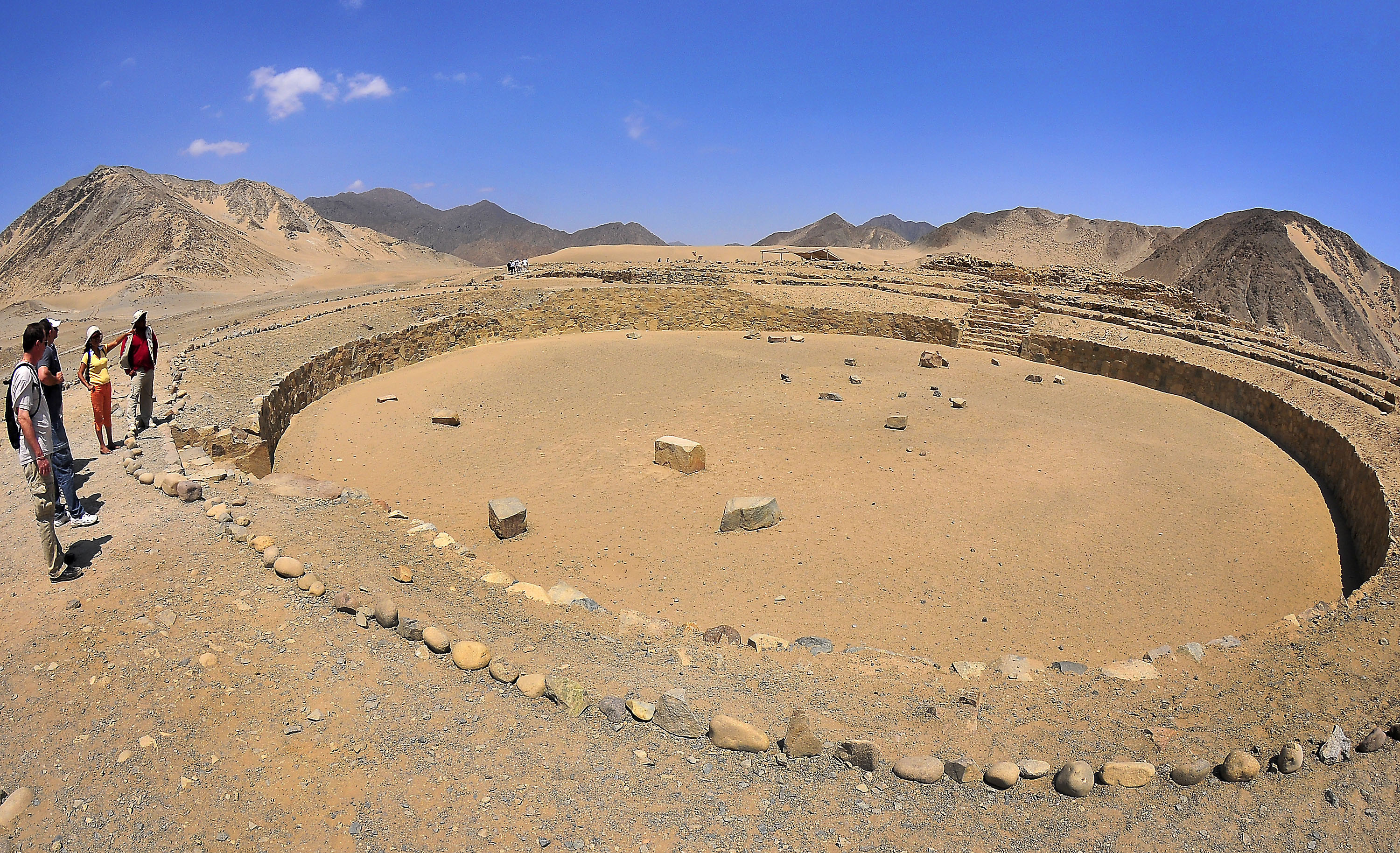
Caral-Supe

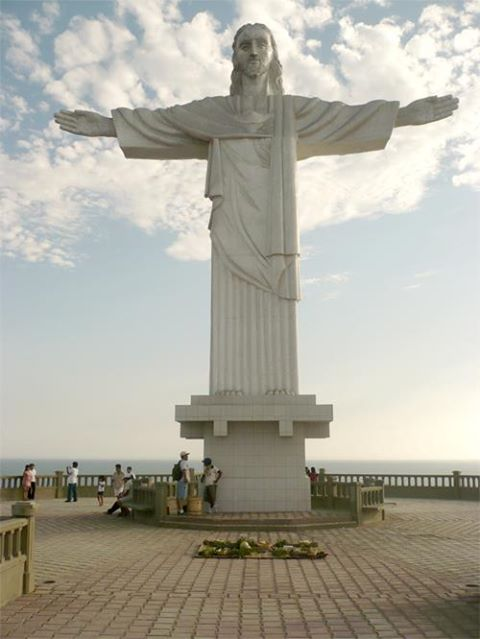
Cristo Redentor

La provincia de Barranca es una de las diez que conforman el departamento de Lima en el Perú.
Limita por el norte con las provincias ancashinas de Huarmey y Bolognesi, por el este con la provincia de Ocros, por el sur con la provincia de Huaura y por el oeste con el océano Pacífico.
Dentro de la división eclesiástica de la Iglesia católica del Perú, pertenece a la diócesis de Huacho.

## Historia
Barranca fue creada políticamente como distrito en 1823, siendo Pío Dávila su primer alcalde. Pasó a la categoría de provincia mediante la Ley n.º 23939, del 5 de octubre de 1984, dada en el segundo gobierno del presidente Fernando Belaúnde Terry.

## Geografía
Se encuentra regulada judicialmente por el distrito judicial de Huaura y cuenta con 143 216 habitantes, según el censo nacional de 2012.

## División administrativa
La provincia tiene una extensión de 1355,87 km² y está dividida en 5 distritos:
1. Barranca
2. Paramonga
3. Pativilca
4. Supe
5. Supe Puerto

## Capital
La capital de esta provincia es la ciudad de Barranca.

## Autoridades

### Regionales
- Consejero regional
  - 2023-2026:[4] Ronald Alberto Soberon Vizcarra (Movimiento Regional Unidad Cívica Lima)

### Municipales
- 2015-2018[5]
  - Alcalde: José Elgar Marreros Saucedo, Partido Alianza para el Progreso (APP).
  - Regidores:

  1. Carlos Alfredo Reyes Dávila (Alianza Para El Progreso)
  2. Javier Solís Mejía (Alianza Para El Progreso)
  3. Julia Mery Huamán Flores (Alianza Para El Progreso)
  4. Kempes Segundo Mejía Ríos (Alianza Para El Progreso)
  5. Jhonatan Geisser Urbina Amancio (Alianza Para El Progreso)
  6. César Antonio Montalvo Huertas (Alianza Para El Progreso)
  7. María Elena del Carmen Rodríguez Alfaro (Alianza Para El Progreso)
  8. Stalin Yashin Mendoza Calderón (Fuerza Popular)
  9. Nancy Adelseinda Salazar Beltrán De Ruiz (Concertación Para El Desarrollo Regional - Lima)
  10. Javier Mauricio Sayan Castillo (Patria Joven)
  11. Juan Antonio Paredes Fung (Acción Popular)

### Policiales
- Comisaría de Barranca
  - Comisario: Comandante PNP Roger Arturo Bustamante Baca[6]

### Religiosas
- Diócesis de Huacho[7]
  - Obispo: Mons. Antonio Santarsiero Rosa, OSJ
- Parroquia San Ildefonso de Barranca 
  - Párroco: Pbro. Víctor Augusto Rapray Robles
- Parroquia Señor de la Resurrección
  - Párroco: Pbro. Alberto Mario Bruzzolo
  - Vicario: Pbro. Marlon Germán Valverde Rea

## Atractivos turísticos

### Caral

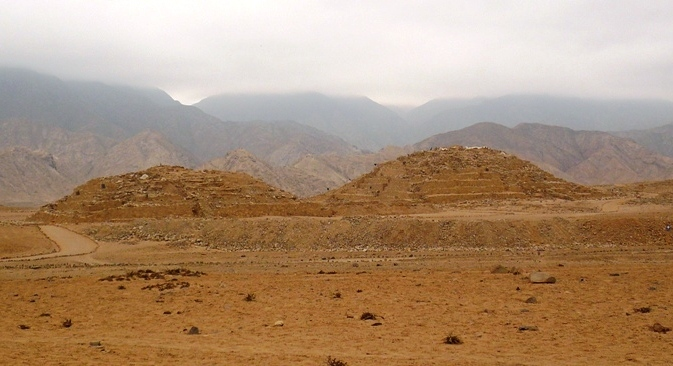
Pirámide de Caral

Es considerada por la Unesco como Patrimonio Cultural de la Humanidad. Se encuentra situada en el valle de Supe, 200 km al norte de Lima (Perú), y tiene aproximadamente 5000 años de antigüedad. y es la capital de la civilización caral.

### Áspero
Áspero fue construida muy cerca del océano Pacífico, a escasos 500 m, en el margen derecha del río Supe a 35 m s. n. m., frente al humedal conocido como totoral Los Patos. Actualmente pertenece a la jurisdicción del distrito de Supe, provincia de Barranca, departamento de Lima, en Perú.

### Plaza de Armas
Su moderna plaza rinde homenaje a sus distritos, allí se encuentra la Parroquia San Ildefonso de arquitectura neo colonial. Tiene un paisaje hermoso y una gran estatua.

### Cristo Redentor
La imponente escultura de 20 m de alto está hecha de concreto y pintada de color blanco. Está en lo alto del cerro Colorado, rodeada por un mirador desde donde se puede apreciar las hermosas playas de la ciudad.

### Fortaleza
Cerca de la ciudad se encuentran los restos arqueológicos de la Fortaleza de Paramonga. Construcción hecha completamente de adobes por el señorío Chimú, durante su último periodo. Es una construcción de tres niveles, se menciona que los recintos superiores son construcciones hechos por los Incas. Aún quedan algunos vestigios de las pinturas que han adornado toda la fortaleza, según crónicas de los españoles, ésta se encontraba totalmente decorada.

### La Casa de las Brujas
Se conoce así a la casa de huéspedes de Paramonga construida en 1920, propiedad de la familia Canaval. En 1923 pasó al consorcio Grace y fue usado para dar hospedaje a los antiguos funcionarios de la hacienda. Su construcción de estilo burgoeuropea de quincha y madera, cuenta con cuatro pisos, una portada principal, un vestíbulo, sala y baño.

### Playas
Hay seis distintas playas de distintas características que forman el circuito de playas de Barranca. Al norte se encuentra Chorrillos y sus antiguas casonas, Miraflores, puerto chico tradicional, caleta de pescadores de mar tranquilo. Al sur esta el colorado con su complejo de piscinas, Bandurria y Atarraya.
Al sur, en Supe Pueblo, se encuentran las playas el Áspero, caleta Vidal, Pucusana, Quitacalzón, Viño Chico y otras.

## Educación

### Instituciones educativas públicas
- IEP Fe y Alegría n.º 35
- IEP 20480 Santa Catalina
- IEP 20506 José A. Encinas Franco
- IEP Guillermo E. Billinghurst
- IEP Ventura Ccalamaqui
- IEP n.º 21011 Virgen de Lourdes
- IEP Francisco Vidal Laos
- IEP n.º 21581 Decisión Campesina
- IEP n.º 21012
- IEP Pedro Ruiz Gallo
- IEP José Olaya Balandra
- IEP n.º 20522 Vidalito
- IEP n.º 20523 Corazón de Jesús
- IEP n.º 20524
- IEE n.º 21606
- IEP n.º 20525
- IEP n.º 20526
- IEP n.º 20475 Los Pelones
- IEP n.º 20478
- IEP n.º 20892 Virgen de las Mercedes
- IEP 20979 Luis Alberto Sánchez
- I.E Francisco Vidal Laos
- I.E n.º 21571 Ricardo Palma Soriano

### Instituciones educativas privadas
- IEP El Buen Pastor
- IEP Villa María
- IEP San Ignacio de Loyola
- IEP Bertolt Brecht
- IEP Las Palmas Nueva Esperanza
- IEP Nuestra Señora del Rosario
- IEP San Agustín
- IEP San Martín de Porres
- IEP María Auxilidora
- IEP Saco Oliveros
- IEP Divino Corazón de Jesús
- IEP Nuestra Señora de Guadalupe
- IEP Sagrado Corazón Michel
- IEP Argos College
- IEP Isaac Newton School

### Universidades
- Universidad Nacional de Barranca (UNAB)